# Egg Fu
Egg Fu, il cui vero nome è Chang Tzu, è un personaggio immaginario dei fumetti creato da Robert Kanigher e pubblicato dalla DC Comics.
È uno dei numerosi avversari di Wonder Woman anche se successivamente ha messo da parte l'astio nei suoi confronti..

## Storia e pubblicazione
Egg Fu appare come un gigantesco uovo con viso dai lineamenti asiatici. Il personaggio è stato creato durante il periodo della guerra fredda, ed era di orientamento comunista, come molti antagonisti di quel periodo. Egg Fu è in particolare uno degli antagonisti principali di Wonder Woman e apparve per la prima volta nel fumetto Wonder Woman #157 , pubblicato nell'ottobre 1965.
Il personaggio cambiò aspetto più volte, perché la sua immagine risultava troppo stereotipata nonché un'offesa per l'intero popolo cinese.

## Biografia del personaggio
Il dottor Chang Tzu è un geniale scienziato al servizio del governo cinese al quale venne affidato il compito di costruire un'arma di distruzione per la Cina ma venne fermato da Wonder Woman diventando presto uno degli avversari più importanti per l'amazzone.
Sconfitto dalla guerriera, lo scienziato si sentì troppo debole e trasferì la sua mente all'interno di un corpo robotico formato dai più resistenti materiali del pianeta per poter fronteggiare alla pari Wonder Woman e si rinominò Egg Fu.
Viene poi rapito da Mister Miracle che lo usa per dominare le menti delle persone, finché non viene sconfitto da Cassandra Cain, Power Girl e Wonder Woman.
Egg Fu non è più un avversario di Wonder Woman, in quanto ormai non gli interessa più combatterla ed è anche candidato per entrare nella Justice League come scienziato del gruppo.

## Poteri e abilità
Nonostante il suo aspetto buffo Egg Fu è estremamente pericoloso in battaglia. Il suo potere principale consiste nel possedere un'intelligenza molto elevata (anche più di Brainiac) ed è in grado di costruire ogni tipo di oggetto, sia esso un'arma o meno. Si sposta su un esoscheletro aracniforme le cui zampe possono distruggere facilmente l'acciaio, può anche evocare campi di forza per difendersi e sono abbastanza resistenti da poter resistere ai pugni di Superman. Infine in qualità di ex avversario di Wonder Woman, un membro della Trinità della DC Comics, Egg Fu è considerato uno dei più pericolosi cattivi della DC Comics.